# Josef Vedral
Josef Vedral (2. ledna 1924 – 14. ledna 1975) byl český fotbalista, obránce, reprezentant Československa.

## Sportovní kariéra
Hrál za Bohemians, kam přišel v roce 1942 z klubu SK Vršovice. Byl vyhlédnutý jako útočník a střelec, ale zakotvil v obraně. Byl pověstný především svými bombami z pokutových kopů, které střílel klopeným nártem. Obranná dvojice Vedral–Rubáš byla v letech 1947–50 nejlepší obrannou dvojicí ligy. Byl zdatné postavy, se silnou šíjí a získal přezdívku Buňa (či Bůňa).
Z Bohemians odešel v roce 1952 předčasně do Montáží Praha. V československé nejvyšší soutěži nastoupil ve 138 utkáních a dal 27 gólů. Za československou reprezentaci odehrál v letech 1946–1949 osm utkání. Mezi autory branek se zde nezapsal. V reprezentačním B-týmu nastoupil v roce 1948 v 1 utkání.

## Ligová bilance
| Ročník                                     | Zápasy | Góly | Klub                   |
| ------------------------------------------ | ------ | ---- | ---------------------- |
| Státní liga 1946/47                        | -      | -    | AFK Bohemians Vršovice |
| Státní liga 1947/48                        | -      | -    | AFK Bohemians Vršovice |
| Státní liga 1948/49                        | -      | -    | ATK Praha              |
| Celostátní československé mistrovství 1949 | -      | -    | Železničáři Praha      |
| Celostátní československé mistrovství 1950 | -      | -    | Železničáři Praha      |
| Mistrovství československé republiky 1951  | -      | -    | Železničáři Praha      |
| CELKEM                                     | 138    | 27   |                        |